# Johanna Maria IJssel de Schepper-Becker
Johanna Maria IJssel de Schepper-Becker (Rotterdam, 21 oktober 1885 - 1979) was een Nederlands roman- en toneelschrijfster en literair journaliste.

## Leven en werk
Johanna Maria IJssel de Schepper-Becker werd op 21 oktober 1885 geboren te Rotterdam als Johanna Maria Becker, dochter van Henri Coenraad Nicolaas Becker en Elisabeth Wilhelmina Klein. Zij huwde drie maal. In 1908 met de mijningenieur dr. Willem Carel Klein, welk huwelijk op haar eigen verzoek bij vonnis van 8 januari 1914 werd ontbonden. Op 12 december 1914 hertrouwde zij met Adrianus Jacobus Goedhart, die in 1918 overleed. Op 19 oktober 1919 huwde zij voor de derde maal, met Gerhard Cornelis IJssel de Schepper.
Haar eerste boek, de roman Martje Vroom, verscheen in 1917 onder de naam J.M. Goedhart-Becker, na voorpublicatie in Elsevier's Geïllustreerd Maandschrift. Vanaf haar derde huwelijk schreef ze onder de naam J.M. IJssel de Schepper-Becker.
Johanna Becker profileerde zich als schrijfster van artikelen en romans, maar vooral ook toneelstukken. Enkele daarvan schreef zij in de jaren twintig samen met de amateur-toneelauteur en fabrieksdirecteur Jacobus van Randwijk.

### Wat niet mag...
In 1921 schreef IJssel de Schepper Wat niet mag... Drama in 3 bedrijven, een toneelstuk dat in 1922 in eerste druk verscheen. Schrijfster behandelt in dit familiedrama de homoseksualiteit. De zoon van een ogenschijnlijk harmonieus, voor die tijd doorsneegezin, komt in gewetensconflict en vertelt zijn 'grote geheim'. De homoseksuele gevoelens van de zoon zijn voor de vader onbespreekbaar. De moeder zegt het te begrijpen, maar vindt dat dat van de vader niet verwacht mag worden, omdat hij 20 jaar is blijven stilstaan, en niet met zijn kinderen is meegegroeid. Het gezin valt uit elkaar, vader en moeder staan lijnrecht tegenover elkaar, dochter raakt in crisis, de zoon vereenzaamt.
Voor het begin van de jaren twintig van de 20ste eeuw was dit een gedurfd stuk. De homo-emancipatie was nog in haar beginfase. Aan het eind van de twintigste eeuw kwam er weer belangstelling voor het toneelstuk. In januari 1982 werd het opgevoerd door de amateurtoneelgroup Trouth, onder meer in de Kleine Komedie. In 2006-2008 werd het opnieuw op de planken gebracht door de Haarlemse toneelgroep 'Het Volk'. Het Volk bracht het stuk met taalgebruik uit begin 20ste eeuw, ze wist de waarden en normen en de irrationele angst van die tijd neer te zetten. Nergens werd de schrijfster op de hak genomen ook al is de humor voor de 21ste-eeuwse begrippen misschien wat melig. Na 80 jaar is Wat niet mag..., drama van menselijk verdriet en wanhoop, door Het Volk opnieuw in de actualiteit gebracht.
In 2010 is Wat niet mag... in het Engels vertaald met als titel Mustn’t Do It!. Laurence Senelick, hoogleraar drama aan de Tuftsuniversiteit in Boston bezorgde de vertaling voor Broadway Play Publishing Inc.

### Onder de naam J. M. Goedhart-Becker
- Martje Vroom (roman, Amsterdam, P.N. van Kampen & Zoon, [1917]). In 1916 had Elsevier's Geïllustreerd Maandschrift de roman reeds gepubliceerd.[7]
- De zoen (eenacter, Amsterdam, Maatschappij voor Goede en Goedkoope Lectuur, [1919])
- De dood van de oude mevrouw Van Leeuwen (Amsterdam, P.N. van Kampen en Zoon, [1919]). Voorpublicatie in De Gids 1917.

### Onder de naam J.M. IJssel de Schepper-Becker

#### Toneel
- Het laatste stadium. Satyre in drie bedrijven op de moderne vrouw (Amsterdam, Van Kampen, 1921)[8]
- Wat niet mag... Drama in 3 bedrijven (Amsterdam, P.N. van Kampen & Zoon, 1922). In 2010 vertaald in het Engels.[6]
- Dans, nonneke, dans (met J. van Randwijk, Antwerpen 1923)
- Menschen (met J. van Randwijk, Amsterdam 1925)[9]

#### Romans
- Martje Maters, geb. Vroom (Amsterdam, P.N. van Kampen & Zoon, 1ste druk 1927, 2de druk [ca. 1930]).[10] In 1926 gepubliceerd in Elsevier's Geïllustreerd Maandschrift.[11]
- Het dwaze hart (Amsterdam, 1ste druk 1928, 2de druk z.j. [ca. 1934])
- De slinger van den tijd (Rotterdam, Nijgh & Van Ditmar, 1934)[12][13]
- Ontmoeting met het leven en met den dood (Amsterdam, Van Kampen, 1942)
- Tine Valckier. Een belijdenis van schuld (Rotterdam, Nijgh & Van Ditmar, 1947)

- Gemeinsame Normdatei: 1069384488
- International Standard Name Identifier: 0000 0000 5107 3315
- Library of Congress Control Number: no2007134294
- Nederlandse Thesaurus van Auteursnamen: 070302324
- Virtual International Authority File: 29324931
- WorldCat: E39PBJtMttB488JpYQ7bb4jXBP